# リュ・ジョンハン
リュ・ジョンハン（柳延翰、1971年1月10日 - ）は、大韓民国のミュージカル俳優。ソウル特別市出身、ソウル大学声楽科卒業。第4回韓国ミュージカル大賞新人男優賞（1997年）、第13回韓国ミュージカル大賞主演男優賞（2007年） 、第11回&第12回韓国ゴールデンチケットアワードのミュージカル男性俳優賞（2016年）。配偶者は女優のファン・イニョン。

## 来歴・人物
1997年にミュージカル『ウエストサイドストーリー』で韓国でデビュー。その後は、『オペラ座の怪人』のラウル、『エリザベート』のトート、『スリル・ミー』の私、『モンテ・クリスト伯』のエドモンド／モンテクリスト伯、『フランケンシュタイン (ミュージカル)』のビクター／ジャック他、数々のミュージカル舞台で主役級の役を演じている。リュ・ジョンハンの成長が韓国ミュージカル界の成長を意味すると言われるような影響を与えており、彼の挑戦でミュージカル界は数多くの作品を上演できるようになった。韓国ミュージカル界で最高の実力とチケットパワーがあると言われる一人であり、“ミュージカルの皇帝”と呼ばれている。後輩のシン・ソンロクやチョン・ドンソクとの親交も深く慕われている。
2004年には『ジキルとハイド』、2005年には『ラ・マンチャの男』の韓国初演の主演を務めて大成功を収める。
2010年、韓国でのヨーロッパミュージカルの扉を開いたといわれるミュージカル『モンテ・クリスト伯』で主役を演じた。
2012年、テレビ朝日ドラマ『同窓会～ラブ・アゲイン症候群』に、韓国の世情を映す新しい要素を加えたリメイク版『ラブ・アゲイン症候群』 で高橋克典が演じた役に相当するソ・ヨンウク役でテレビドラマ初出演。
2014年、韓国創作ミュージカル『フランケンシュタイン』（3月-5月、忠武アートホール）でビクター／ジャックの2役を演じた。この作品は第8回ザ・ミュージカルアワーズの今年のミュージカル賞（作品賞）を受賞した。フランク・ワイルドホーン作曲の韓国初演のミュージカル『ドラキュラ』（7月-9月、芸術の殿堂）ではJYJのジュンス、パク・ウンソクのトリプルキャストによるドラキュラ役で出演。また、同年11月には『ジキルとハイド』の韓国上演10周年を記念公演が行われ、10年の間にジキルとハイドを演じた一人としてチョ・スンウらとともに主演を務めた。韓国ミュージカル界の皇帝と異名を持つ歌唱力に加えて真面目で誠実なジキルと狂気を漂わせながらセクシーさもあるハイドを対比して熱演したと評された。
2015年2月、ミュージカル『レベッカ』に電撃追加キャスティングされる。また、世界初演から24年を経過して韓国初演となるミュージカル『ファントム』（4月-7月、忠武アートホール大劇場）にて主人公であるファントム（エリック）役を、パク・ヒョシン、KAIとともに演じた。同年7月、『ラ・マンチャの男』韓国上演10周年記念公演（7月-11月、ディーキューブアートセンター）の主演をチョ・スンウとともに務めた。
2016年3月、オク・ジュヒョンとキム・ソヒャンが主役のマタ・ハリを演じるミュージカル『マタ・ハリ』の男性主人公ラドゥ大佐役を、キム・ジュンヒョン、シン・ソンロクとともに演じた。
同年5月、『ジャック・ザ・リッパー』（ディーキューブアートセンター）が3年ぶりに韓国で再演となり、主役である外科医ダニエルを、オム・ギジュン、KAIとともに務めた。同年8月、日本公式サイトがオープン。
2017年はデビュー20周年となり、今後プロデューサーとしても舞台に関わっていくとして、制作と主演を行うワイルドホーン作品の『シラノ』とオリジナル作品となる『Devil’s Advocate』の2作品を制作者として準備中であることが2016年4月に発表された。また、3月13日には１年の交際を経て女優のファン・イニョンと結婚。翌2018年1月には第一子となる長女が誕生している。

## 舞台出演

### ミュージカル：主な出演作品（韓国）[1]
- ウエストサイド・ストーリー（トニー役）1997年、2002年
- フォーティセカンド・ストリート(ビリー役) 1999年、2000年
- オペラ座の怪人(ラウル役) 2001年
- 王様と私 (ルンタ役) 2003年
- ナンセンス・ジャンポリー（バジル神父役）2003年
- ゴッドスペル（ジーザス役） 2005年
- ガイズ&ドールズ（スカイ役） 2005年
- クローサー・ザン・エヴァー（ジュニ役） 2006年
- スリル・ミー（私役）2007年、2008年
- スウィニー・トッド（スウィニー・トッド役）2007年
- EVILDEAD(アッシュ役) 2008年
- 英雄（安重根役） 2009年【韓国創作ミュージカル】
- ストーリー・オブ・マイ・ライフ（トーマス役） 2010年
- エリザベート　(トート役） 2012年
- 二都物語（シドニー・カートン役） 2012年、2013年
- カルメン（ホセ役） 2013年【フランク・ワイルドホーン版】
- ドラキュラ　(ドラキュラ役)　2014年
- ジキルとハイド（ジキル/ハイド役） 2004年、2006年、2008年、2010年、2014年～2015年
- ファントム　(ファントム(エリック）役)　2015年
- ラ・マンチャの男 (セルバンデス/ドン・キホーテ役)　2005年、2008年、2010年、2012年、2015年
- レベッカ　(マキシム役)　2013年、2015年
- マタ・ハリ（ラドゥ大佐役）2016年
- ジャック・ザ・リッパー（ダニエル役）2016年　【Vaso Patejdl作曲、Ivan Hejna脚本、イ・ソンジュン音楽監督】
- モンテ・クリスト伯（エドモン・ダンテス/モンテ・クリスト伯爵役）2010年、2011年、2013年、2016年
- シラノ　(シラノ役）2017年7月7日～10月8日【フランク・ワイルドホーン作曲作品】
- ドクトル・ジバゴ　(ジバゴ役）2018年
- フランケンシュタイン (ミュージカル)(ビクター/ジャック役)　2014年、2018年【韓国創作ミュージカル（キム・ヒチョル統括プロデューサー、ワン・ヨンボム脚本/演出家、イ・ソンジュン作曲/音楽監督）】

### ミュージカル：出演作品（日本）
- ジキル＆ハイド（ジキル/ハイド役、チョ・スンウとダブルキャスト）2006年[21]。

## 主なテレビ出演

### ドラマ
- ラブ・アゲイン症候群（2012年韓国ケーブルTV_JTBC、衛星劇場・BS朝日他）ソ・ヨンウク役

### バラエティ (日本）
- 韓流スタージャックS：リュジョンハン前編・後編（2013年、衛星劇場他）
- POP POP SEOUL＃58：ミュージカル『ドラキュラ』記者会見（2014年、衛星劇場・ホームドラマチャンネル他）
- 韓流アワー：「田代親世と行く！2泊3日どっぷり“韓国ミュージカル”の旅」（2015年、衛星劇場）

## CD
- ミュージカル　韓国版『モンテ・クリスト伯』OST（エドモンド／モンテクリスト伯）
- ミュージカル　韓国版『エリザベート』OST（トート）
- ミュージカル　韓国版『レベッカ』OST（マキシム）
- ミュージカル　韓国創作『英雄』OST（安重根）
- 映画『八月のクリスマス』OST

## DVD
- 映画『Story of my life』

### DVD（日本）
- ドラマ『ラブ・アゲイン症候群』（ポニーキャニオン）

## 書物
- 雑誌　「Scene PLAYBILL」　2016年1月号

### 書物（日本）
- 韓国ミュージカル俳優名鑑　 (ぴあMOOK)

## 製作
- 2017年7月7日～10月8日　ミュージカル「シラノ」
  - ＜韓国初演＞　＠LGアートセンター
    - キャスト・・・（シラノ役）リュ・ジョンハン、ホン・グアンホ、キム・ドンワン（ロクサーヌ役）チェ・ヒョンジュ、リナ　（クリスチャン役）イム・ビョングン、ソ・ギョンス
    - スタッフ・・・(プロデューサー)リュ・ジョンハン (演出)グスタヴォ・ザジャック (音楽監督)ピョン・ヒソク (振り付け協力)キム・ギョンヨプ
- 2017年予定　ミュージカル「Devil’s Advocate」